# Lina Krhlikar
Lina Krhlikar, slovenska rokometašica, * 29. junij 1989, Ljubljana.
Lina je članica rokometnega kluba Frisch Auf Göppingen in reprezentance Slovenije.
Za Slovenijo je nastopila na svetovnem prvenstvu 2016.